# Avant Garde de Tunis
L'Avant-Garde de Tunis fou un club de futbol tunisià de la ciutat de Tunis. El club era finançat per la comunitat catòlica francesa del país. El 1934 es fusionà amb Jeunesse Sportive per crear el club Jeunesse sportive d'avant-garde i més tard es fusionà amb Union goulettoise, formant el Jeunesse sportive d'avant-garde et Union goulettoise.

## Palmarès

### Futbol
- Lliga tunisiana de futbol[3]
  - 1929

- Copa tunisiana de futbol[4]
  - 1923

### Basquetbol
- Lliga tunisiana de basquet masculina
  - 1959, 1960, 1962

### Voleibol
Secció creada el 1960 i dissolta el 1967.
- Lliga tunisiana de voleibol (3a divisió)
  - 1961
- Lliga tunisiana de voleibol (2a divisió)
  - 1964

### Handbol
Secció creada el 1960 i dissolta el 1964.

### Ciclisme
Secció creada el 1957.
- Campionat de Tunísia de ciclisme en ruta per equips
  - 1963, 1964

### Atletisme
Atletes campions de Tunísia amb el club:
- Mohamed Khamassi
- Ali Khamassi
- François Fortunato
- Khalifa Bahrouni
- Naoui Jelassi
- Ignace Diliberto
- Abdallah Ben Ali

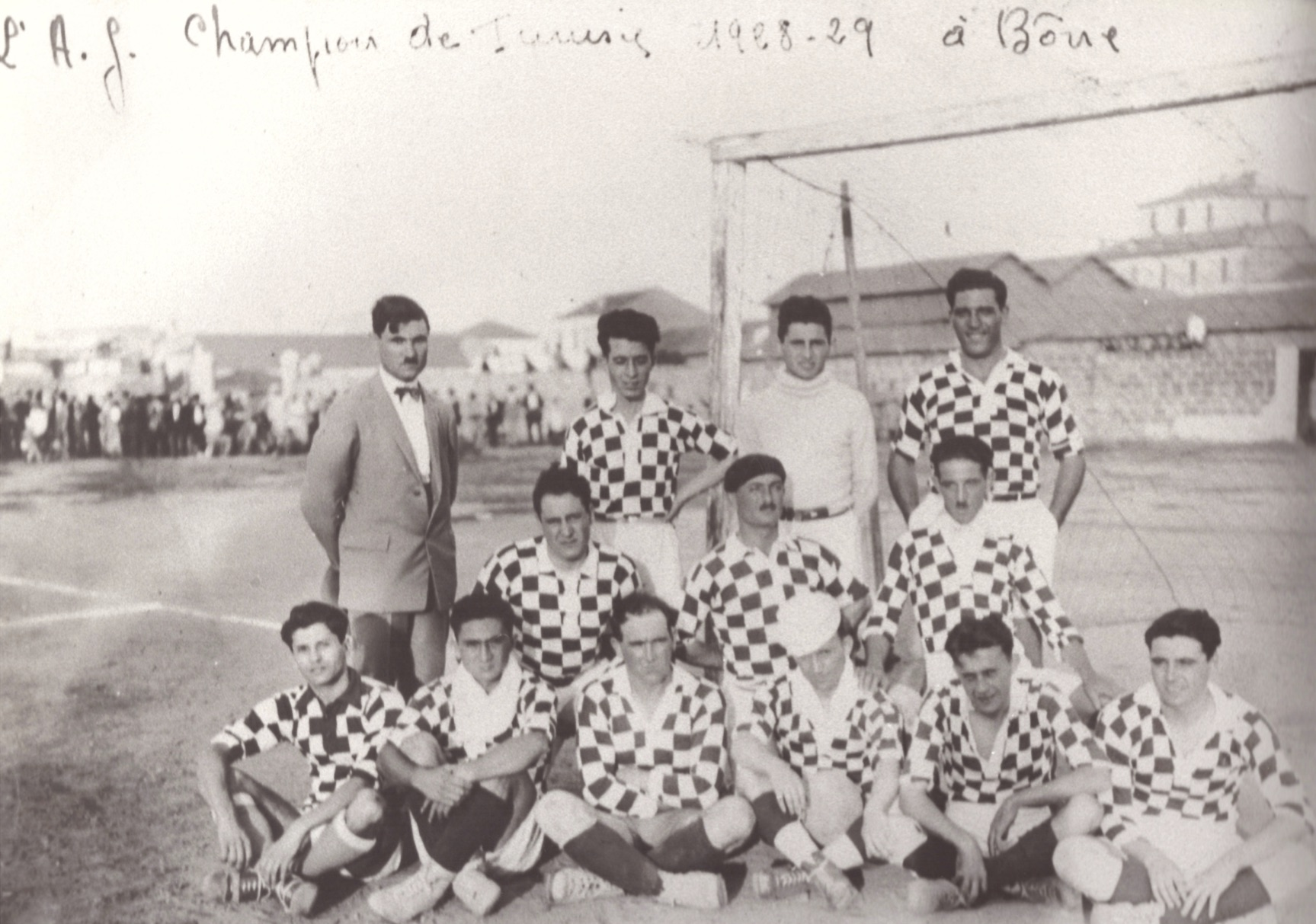
Equip la temporada 1928-1929
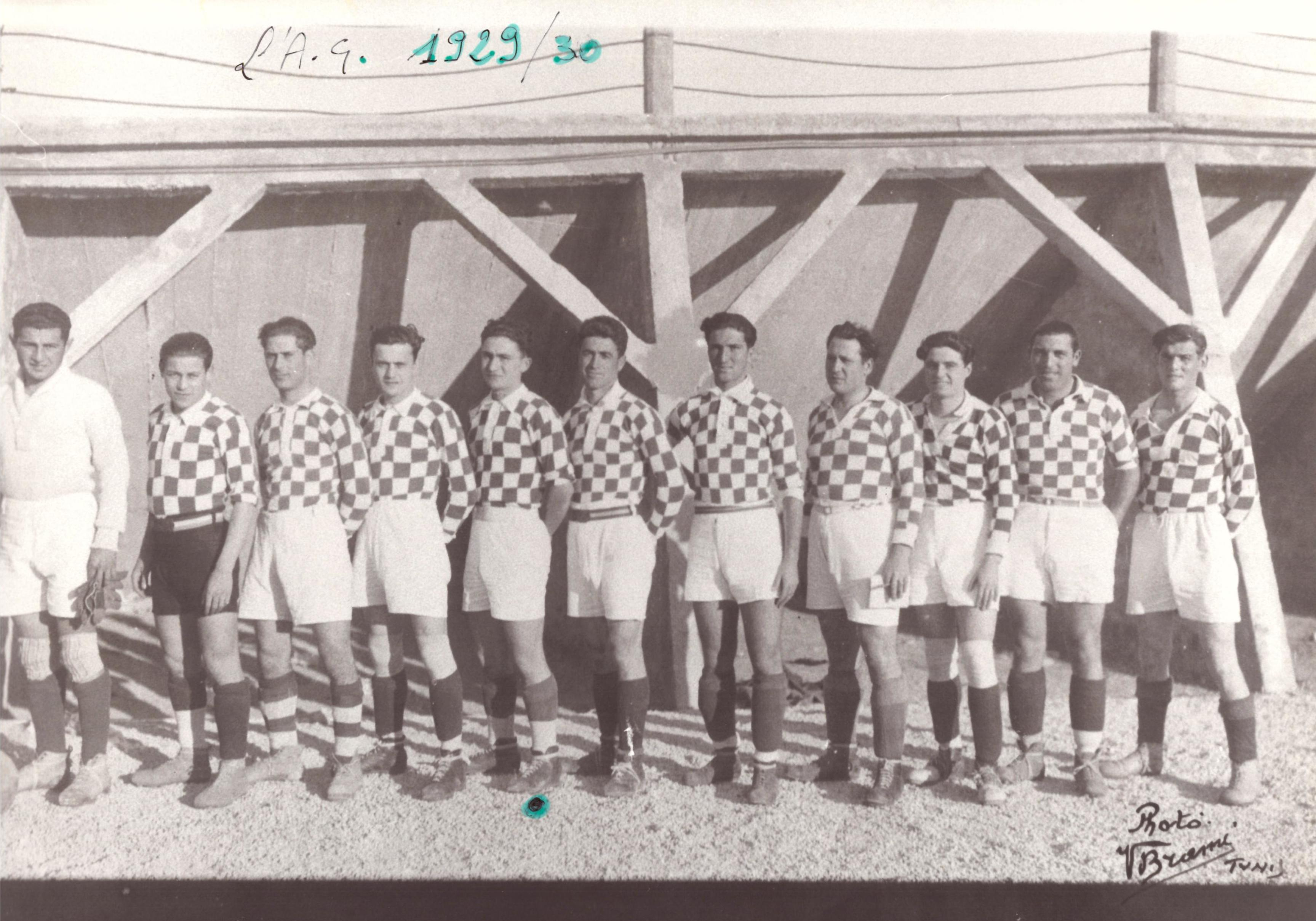
Equip la temporada 1929-1930
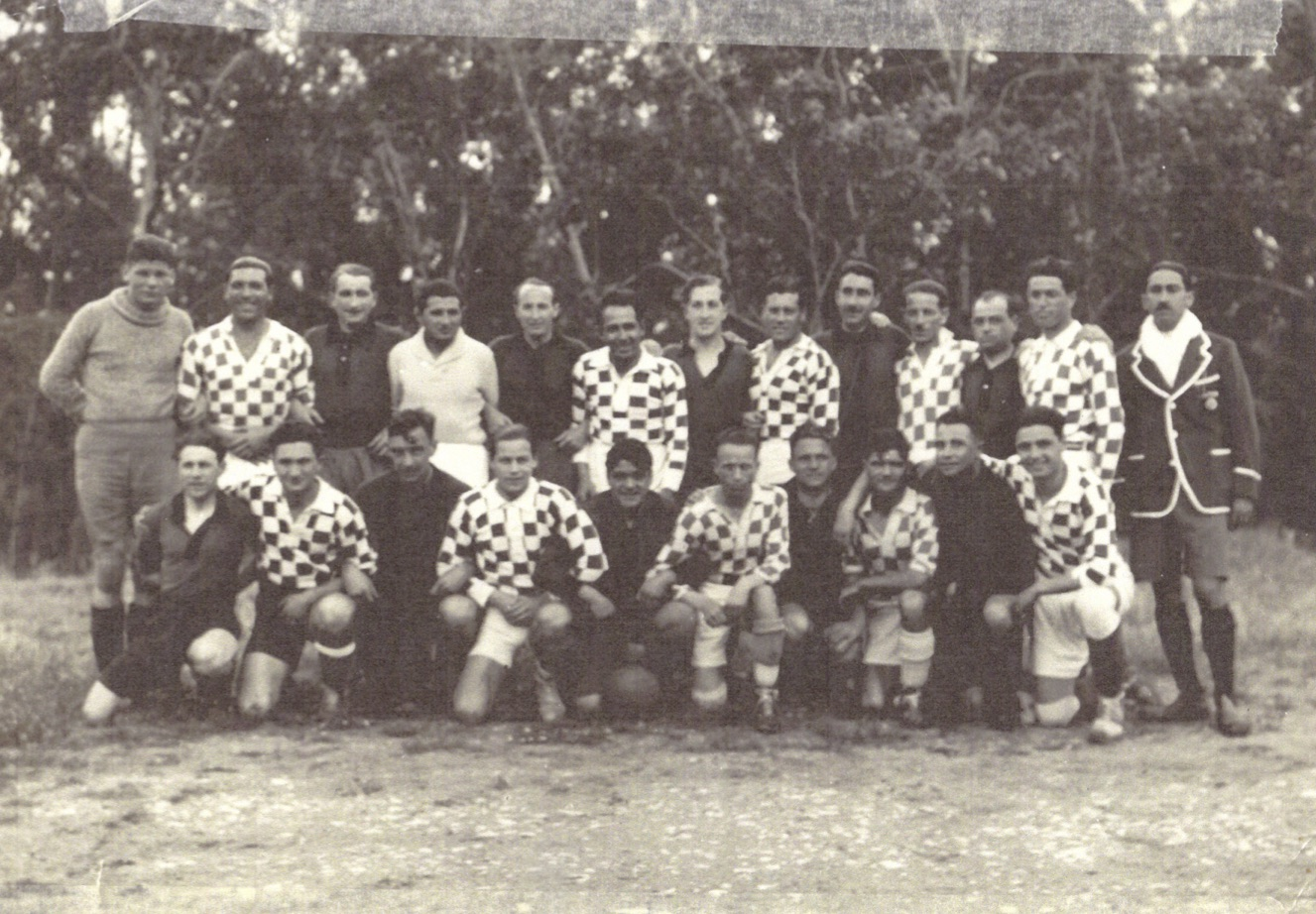
Partit amistós el 1930
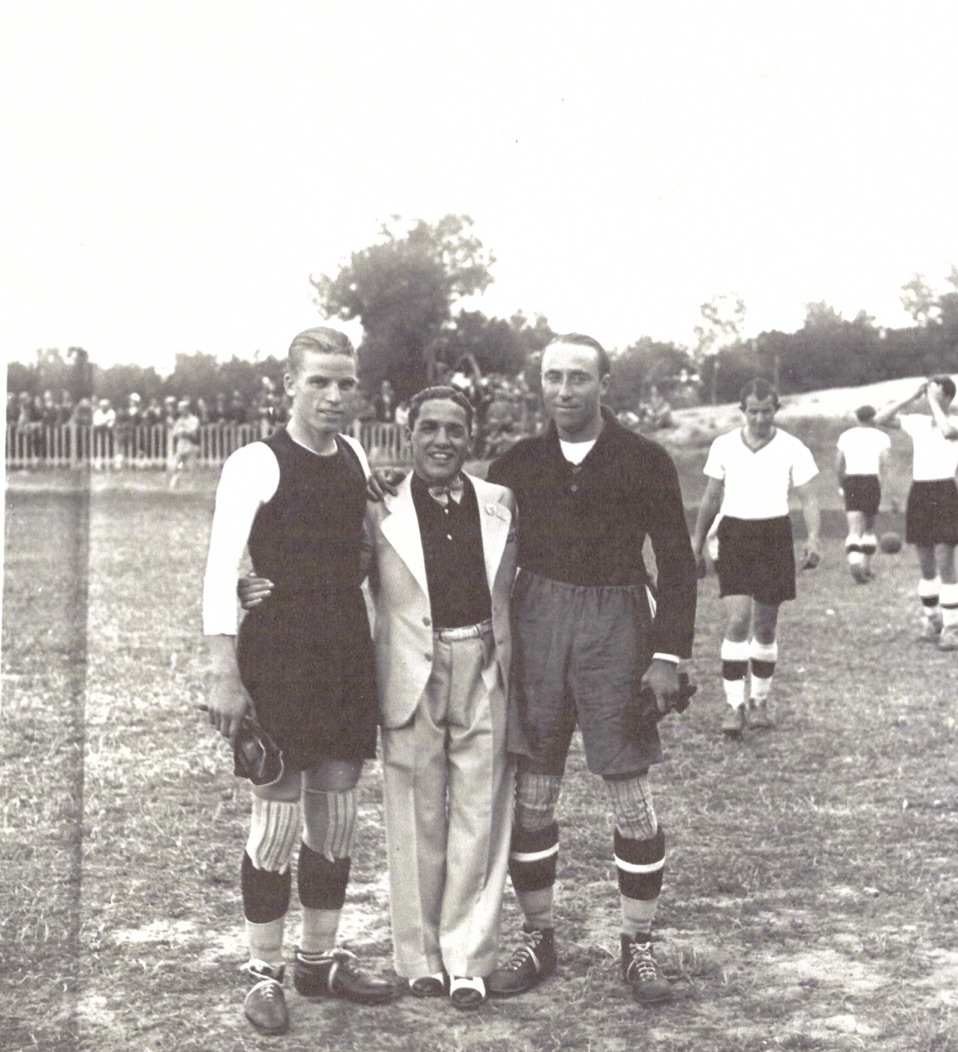
Partit amistós el 1930 amb Young Perez al centre
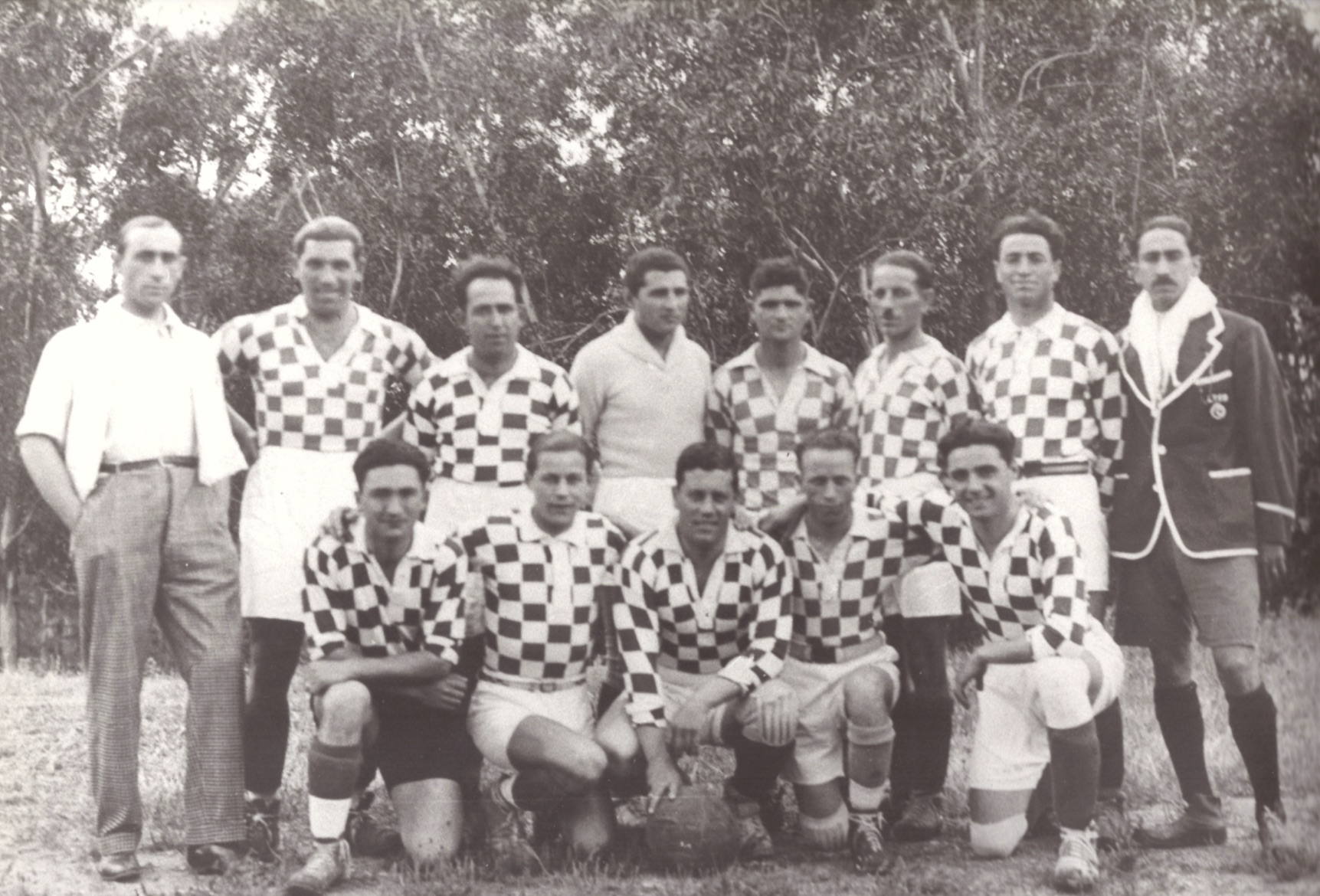
Equip la temporada 1930-1931
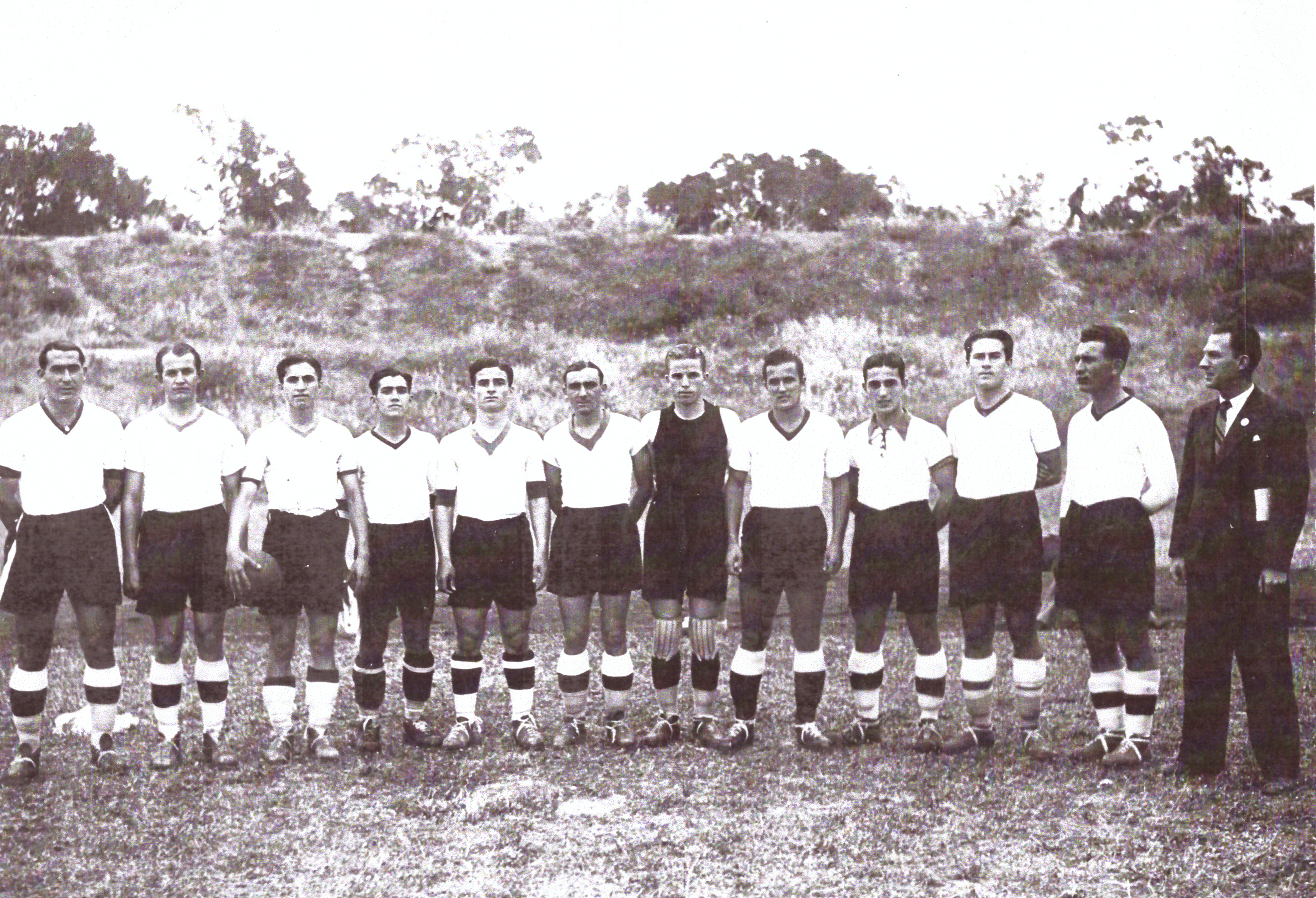
Equip en un partit amistós el 1931